# Ritualité
 (septembre 2007).
 (septembre 2007).
Si vous disposez d'ouvrages ou d'articles de référence ou si vous connaissez des sites web de qualité traitant du thème abordé ici, merci de compléter l'article en donnant les références utiles à sa vérifiabilité et en les liant à la section « Notes et références ».
En psychologie et en psychothérapie, la ritualité est une utilisation abusive du rite qui peut mener à des comportements délinquants.

## Ritualités pathologiques
Dans la ritualité névrotique, ces rituels, isolés de l'affect, marquent la maîtrise magique du contrôle de la pensée et la ritualisation liée aux marquages précoces imprimés sur son corps par la mère produit des actes rituels qui protègent contre les impulsions internes. 
Dans la ritualité psychotique, à la différence de la ritualité dans la névrose obsessionnelle, le psychotique tente de se protéger par le rituel contre un danger vécu par lui comme une attaque externe sur sa propre personne, où il ne s'agit plus de se protéger contre soi-même mais contre les "autres" (délires et hallucinations) et où il ne s'agit pas, pour lui, de protéger sa relation à l'autre mais de maintenir sa relation à soi.
Dans la ritualité perverse d'un contrat privé avec un autre à la fois manipulé et consentant, la négation et la destruction montrent "a contrario" la fonction de la ritualité instituée: interdire une relation de négativité radicale à l'égard de tout autre.
Dans la ritualité antisociale, la soutenance du rapport à l'origine se fait par son actualisation dans la proximité de la mort qui est alors posée comme un représentant de l'expérience insoutenable de la carence répétée dans la vie de l'antisocial qui fait porter et impose à l'autre ou aux autres sa carence et l'y emprisonne.
Comme formes extrêmes, les ritualités pathologiques nous introduisent les rites profanes dont les scénarios, en fonction des conflits qui les sous-tendent, connaissent des variations considérables à partir de trois figures principales de la ritualité initiale : les interrelations précoces, la quête de la ressemblance comme forme préliminaire de l'identité et la quête initiatique d'un nouveau référent en cas de handicap.
Les rites, qu'ils soient subjectifs ou sociaux, festifs ou administratifs semblent avoir pour but de permettre une autoreprésentation du sujet ou du groupe social à lui-même. Cette autoreprésentation passe par une actualisation de mythe conscient ou non, répété dans un éternel présent. C'est ainsi que le mythe encadre le réel social comme le fantasme encadre le réel du sujet. Les rites sont des représentations de la liaison symbolique que l'un et l'autre essaient d'opérer entre le réel et l'imaginaire, liaison symbolique entre le sujet et l'autre. 
- Ils sont, en ce sens, des actualisations d'un fantasme qui voudrait que soit gommée la distance fondamentale qui sépare le réel de sa représentation.

Dans les cas pathologiques, le conflit entre le réel et sa représentation se traduit par une exclusion d'un des termes. Le rituel traite alors des objets externes comme s'ils étaient internes ou l'inverse et il en ressort qu'il n'y a plus de distance symbolique entre l'intérieur et l'extérieur, entre le sujet et l'autre. Dans des cas non-pathologiques, l'actualisation rituelle est une authentique prime de plaisir puisqu'à la perte succèdent les retrouvailles sous une forme ou une autre. 
Il en ressort que le rituel est une interface ou un point de transformation de l'actualisation en représentation. Le rituel permet au sujet d'acquérir des perceptions et représentations en les articulant symboliquement avec ses traces mnésiques. Le rituel, comme le rêve, permet le retournement de l'appareil psychique sur lui-même, il permet, à travers cette régrédience momentanée, l'émergence des formes du psychisme individuel ou groupal.
Des cas pathologiques, le passage à la psychothérapie par la ritualité pourrait se faire à travers la transition et la continuité aux moments de rupture où le terme "moment" désigne à la fois un instant et un rapport de force.

## Ritualité en psychothérapie

### 1 - Les rituels en psychothérapie, transition et continuité.
Onno van der Hart a publié en néerlandais en 1978, dans le cadre de la Thérapies systémiques familiales, Rituals in Psychotherapy: Transition and Continuity d'une large portée. Ce livre de 207 pages est composé de neuf chapitres et découpé en quatre parties: “Rites et comportement humain, “Rites de passage”, “Rites de continuité” et “Rites de transformation dans les psychothérapies”. 
Si l'Homme est un animal cérémonieux, il faudrait différencier le rituel du cérémoniel et alors tomber dans les problèmes de définition qui ouvrent le premier chapitre de la première partie. Il suffit alors de relever les caractéristiques de rigidité du déroulement, de prescription, de répétition, de symbolique et de catégoriser en rites de transition ou de passage et en rites de continuité déployés en rites d'intensification et rites télectiques de la mise à neuf de l'ancien. 
- C'est la coloration magico-religieuse qui différencie le rituel du sacre d'un roi avec le cérémoniel d'intronisation d'un Président de la République.

Si la ritualité est un langage avec ses codes de règles, alors il faudrait la situer dans un contexte social qui lui confère signification et valeur et révèle différentes formes de regroupement familial, tribal et sociétal. La deuxième partie comprend les chapitres (3, 4, 5 , 6) et se rapporte aux rites de passage à partir de l'étude systématique de Arnold van Gennep, mettant l'accent sur la transition, aux niveaux biologique, social et psychologique, et les conflits qui en résultent dans l'interaction symétrique, amplificatrice des rivalités, fondée sur l'égalité comme la surenchère des vantardises et l'escalade de la course aux armements où à un bouclier plus épais répond une flèche plus puissante. 
À cette interaction symétrique amplificatrice des rivalités, les rites de passage introduit l'interaction complémentaire pacificatrice en creux et reliefs basée sur la différence des composantes d'une Gestalt. Les rites traditionnels de passage et de guérison conduisent aux rites thérapeutiques où le passage est transition composée d'agrégation et de séparation et où la structure du rite est tripartite: 
- La manifestation (ce qui est montré à voir);
- Le geste (ce qui est fait);
- La prescription (ce qui est dit).

Ces rites traditionnels de transition ou de guérison ont comme unité éco-systémique la famille plus le groupe social (Gregory Bateson, Paul Watzlawick, Anthony Wilden). 
- La troisième partie est composée des chapitres 7, 8 et se rapporte à la continuité dans la famille et la thérapie à travers la discontinuité de la transition. Les rites de continuité se déploient en rites d'intensification et rites télectiques de la remise à neuf de l'ancien, comme un rappel. La principale fonction des rites de continuité est d'assurer la stabilité du groupe et de rassurer les individus sur le statu quo ante  malgré les remous de la transition. Les rites d'intensification renforcent la structure d'interactions ébranlée par la transition et les rites télectiques réaffirment et confirment cette structure.
- La dernière et quatrième partie se rapporte aux transformations et se compose du dernier chapitre 9 qui traite des fonctions des rites thérapeutiques qui influencent les relations sociales et les expériences subjectives. C'est un changement de cadre ou recadrage qui modifie les perceptions et les comportements. Ce "recadrage" est l'outil privilégié dans l'arsenal des Thérapies systémiques familiales qui forment la pratique de Evan Imbert-Black et Janine Roberts.

### 2 -Des rites pour notre tempsde Evan Imber-Black, Janine Roberts
Le sous-titre de ce livre de 330 pages précise le champ dans la célébration, la guérison et le changement de vie et de relation. Les auteurs sont praticiens dans des thérapies systémiques familiales et le ton de leur exposé est assez guilleret, sans l'alibi scientifique des lourdeurs souvent rencontrées. Les chapitres sont articulés en 3 parties: des "rites et des relations", "rendre les rites signifiants et significatifs" et les "rites à travers nos vies". 
- Les rites et les relations se rapportent au symbolique du cérémoniel de la célébration théâtrale afin de conférer, souligner et marquer une valeur et une signification exceptionnelles à la relation, pour transformer un passage banal en événement et le marquer. Cette sorte de rite est souvent festive pour exprimer des émotions qui ne se montreraient pas sans l'aide d'un certain decorum de la mise en scène.  Alors, le rite est un langage d'un "montrer à voir ou "Naven" dans la famille ou avec des amis. Ces relations se rapportent aussi aux générations passées comme à celles à venir. Les rites familiaux révèlent, affirment et confirment les sources, l'appartenance de la famille et des membres et l'articulation des structures de la parenté réelle ou imaginaire de collègues, de ceux qui partagent la même loi (lex, legis) et le même héritage (legs). Qu'ils soient amicaux, familiaux ou nationaux, profanes ou liturgiques, les rites renouvellent l'alliance.
- La deuxième partie concerne le sens que les rites donnent aux ruptures à travers la continuité ainsi qu'à la permanence à travers les changements. Comme les silences rythment les sons de la musique, les rites scandent le déroulement de la vie, font et marquent les transitions dans la succession des étapes: le mariage, les naissances, le premier jour à la crèche ou garderie, à l'école primaire, à l'école secondaire, à l'université, le nid vide et la maison devenue trop grande. À la simplicité de ce développement linéal peut se greffer la complexité des déploiements ramifiés des divorces, remariages, familles reconstituées d'enfants de différents horizons, des changements de carrière, de pays et de nationalité. Le rite est un dispositif à fabriquer du sens à partir du non-sens, de l'ordre à partir du désordre et de la nécessité à partir du hasard.
- La troisième partie dégage les rites du courant de notre vie dont la forme la plus diluée est dans les célébrations saisonnières et les événements les plus courants de la vie familiale et professionnelle. Le danger est la dissolution du sens, comme les règles de politesse qui n'expriment  plus  que  le conformisme social et non la civilité et la délicatesse obligatoires d'une cohabitation harmonieuse. Si tout est rite, il n'y aurait plus rien de rituel.